# 马西米利亚诺·阿莱格里
马西米利亚诺·阿莱格里 （義大利語：Massimiliano Allegri，1967年8月11日—），意大利足球教练和前足球运动员。

## 运动员生涯
阿莱格里长期效力于低级别联赛球队，比如来自家乡的利沃诺, 之后在1991年他加盟了佩斯卡拉。在佩斯卡拉阿莱格里成为了一名知名的中场好手，作为中场球员他曾在一个赛季里打进了12个进球。他后来转会去了卡利亚里、佩鲁贾以及那不勒斯。之后他又回到了令其成名的佩斯卡拉。在佩斯卡拉主帅乔瓦尼·加莱奥内给了他很大的帮助。之后混迹于皮斯托伊埃斯和阿利亚内斯后他在2003年退役。

## 执教生涯
2004年阿莱格里开始执教挂靴时效力的阿利亚内斯，之后由于成绩不错被格罗塞托签下，不过在这里阿莱格里并没有上次的好运气最后被格罗塞托解雇。之后他加入了乌迪内斯辅佐恩师乔瓦尼·加莱奥内，成为教练组的成员。 2008年5月29日阿莱格里开始正式执掌卡利亚里，08-09赛季帮助这支阵容一般的球队拿到了联赛第9名的好成绩，平米兰、击败尤文图斯和国际米兰，获得由意甲意乙全体教练投票评选出的赛季最佳教练“金座椅”奖；09-10赛季的2010年4月13日，当时排名联赛第12位积40分的卡利亚里突然意外的解除了阿莱格里的主教练工作而令球队的青年队教练担当，6月17日卡利亚里俱乐部宣布解除和阿莱格里的合约。 同月25日意甲巨人AC米兰正式宣布阿莱格里入主球队以接替巴西少帅莱昂纳多·阿劳若。

### AC米蘭
阿莱格里执教米兰的第一个赛季他就帮助俱乐部提前两轮拿到了第18座意甲联赛冠军的奖杯。执教米兰的第二个赛季中球队遇到了伤病危机，最终以微弱差距不敌尤文图斯获得意甲亚军。
隨著兹拉坦·伊布拉希莫维奇和蒂亚戈·席尔瓦被賣走，米蘭成績起伏不定，第三季勉強依靠巴洛迪利和艾沙拉維的個人表現奪得聯賽第三名。第四季雖然有前世足卡卡回歸米蘭，但上半季米蘭的表現惡劣，聯賽排在前十位以外，創下西尔维奥·貝盧斯科尼時期最差的成绩；開季敗給升班馬維羅納，同城德比輸給國米，以後聯賽緣3：4不敵升班馬萨索洛後，聯賽僅僅獲得22分，落後榜首的祖雲達斯達30分，芭芭拉·贝卢斯科尼將阿莱格里辭退。

### 尤文图斯
2014年夏窗，尤文图斯宣布阿莱格里将出任俱乐部主教练，接替上一任主教练孔蒂。鉴于上个赛季AC米兰在阿莱格里的带领下表现不佳，有诸多球迷和媒体质疑这一决策。阿莱格里沿用上一任教练孔蒂的战术基础，以4312阵型搭配球队惯用的352阵型，带领球队在联赛里一骑绝尘。在欧冠赛事中，球队一举打破多年小组赛无缘出线的阴霾。1/16决赛迎战多特蒙德，尤文图斯在主场依靠特维斯、莫拉塔的进球以2：1力克对手。次回合做客魔鬼主场威斯特法伦，球队10号核心特维斯开场两分钟即远射破门。随后一传一射，带领球队3：0客胜德甲老牌强队多特蒙德，总比分5：1冲进欧冠八强。
2021年5月28日，尤文圖斯宣布阿萊格里在離開管理層兩年後重新擔任俱樂部總教練，接替被解僱的前教練安德烈亚·皮尔洛。

## 執教球隊榮譽
萨索罗
- 意大利足球丙一级联赛冠军：2007/08年度

AC米兰
- 意大利足球甲级联赛冠军：2010/11年度
- 意大利超級杯冠军﹕2011年

尤文图斯
- 意大利足球甲级联赛冠军﹕2014/15年度，2015/16年度，2016/17年度，2017/18年度，2018/19年度
- 意大利杯冠军﹕2014/15年度，2015/16年度，2016/17年度，2017/18年度，2023/24年度
- 意大利超级杯冠军：2015年，2018年